# Wolfgang Dietrich (Politikwissenschaftler)

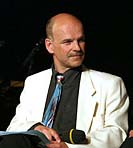
Wolfgang Dietrich (2006)

Wolfgang Dietrich (* 13. September 1956 in Innsbruck) ist ein österreichischer Friedensforscher und Politikwissenschaftler.

## Leben
Er verbrachte seine Kinder- und Jugendjahre in Silz (Tirol) und wurde in Österreich und England ausgebildet. 1980 promovierte er an der Universität Innsbruck zum Doktor der Geschichte und Germanistik und 1984 zum Doktor der Rechtswissenschaft an derselben Universität. 1990 wurde er zum Universitätsdozenten in Politikwissenschaft nach dem österreichischen UOG ernannt. Er ist an der Fakultät für Soziologie und Politikwissenschaft der Universität Innsbruck habilitiert und war Gastprofessor an zahlreichen Universitäten auf allen Kontinenten.
Von 1989 bis 1991 war Wolfgang Dietrich Vorstandssprecher der österreichischen Sektion von Amnesty International. Er war von 1995 bis 1998 Direktor der European Peace University und von 1995 bis 2007 akademischer Direktor des Österreichischen Lateinamerika-Instituts. Im Zuge seiner wissenschaftlichen Laufbahn als Friedensforscher und Praktiker lehrte und arbeitete er in Zentral- und Südamerika, Ostafrika, Indien, Südost-Asien und zuletzt verstärkt im Mittleren Osten.
Im Jahr 2001 gründete er das „Masterprogramm für Frieden, Entwicklung, Sicherheit und Internationale Konflikttransformation“ an der Universität Innsbruck und leitete dieses bis 2021. Im Oktober 2021 wurde von der Universitätsleitung klargestellt, dass es sich trotz der ursprünglichen Bezeichnung Masterprogramm nicht um ein Masterstudium, sondern um einen außerordentlichen „Lehrgang für Frieden, Entwicklung, Sicherheit und internationale Konflikttransformation“ handelt, der nach öffentlicher Kritik „in ein Regelstudium überführt“ werden sollte.
2017 bis 2021 war er auch Leiter des Arbeitsbereichs Frieden und Konflikt, 2018 bis 2021 Co-Leiter des Forschungszentrums für Frieden und Konflikt an der Universität Innsbruck.
Seit 2008 ist er UNESCO Chairholder for Peace Studies an der Universität Innsbruck und Mitglied der Österreichischen UNESCO-Kommission.
2015 ernannte ihn seine Heimatuniversität Innsbruck zum Honorarprofessor und die Arbeitsgemeinschaft der Alpenländer ARGE ALP zum Friedensbotschafter des Alpenraums.

## Forschungsschwerpunkte
Wolfgang Dietrichs Forschungsschwerpunkte liegen im Bereich der Friedenstheorie, der praktischen Konfliktarbeit und der Entwicklung von Curricula und Didaktik für Friedensforschung, wobei er neben der Politikwissenschaft auch Ansätze aus der Anthropologie, der Humanistischen Psychologie, der Systemtheorien und der Linguistik beachtet, was ihn seit den 1990er Jahren zum Ansatz der vielen Frieden geführt hat.
Ein häufig rezipierter Beitrag zur Friedensforschung aus seinem Frühwerk ist das 1998 veröffentlichte Plädoyer für die vielen Frieden. Darin löste Wolfgang Dietrich den Gedanken des einen, homogenen und universellen (liberalen) Friedens in einer Pluralität der vielen Frieden auf und begründet damit einen Ansatz, der im Respekt vor der Andersartigkeit fußt, auch wenn diese Andersartigkeit nicht in all ihren Nuancen verstanden oder gar geteilt werden kann. Frieden wird daher im Sinne der vielen Frieden als Substantiv im Plural gedacht. Was Frieden bedeutet, variiert von Kultur zu Kultur. Die Konnotationen und etymologischen Bedeutungen des Wortes „Frieden“ in unterschiedlichen Sprachen sind nicht identisch. Sie zeugen vielmehr von der Vielfalt der Vorstellungswelten und Wahrnehmungen der Gesellschaften, die diese Sprachen sprechen.
In seinem jüngsten Buch Der die das Frieden (2021) entwickelt Wolfgang Dietrich den Plural des Substantivs die Frieden weiter in die Verbform zu frieden.

### Transrationale Frieden und elicitive Konflikttransformation
In seiner in viele Sprachen übersetzten Hauptarbeit, der Trilogie Variationen über die vielen Frieden, bestehend aus Band 1: Deutungen, Band 2: Elicitive Konflikttransformation und die transrationale Wende der Friedenspolitik, und Band 3: Elicitive Conflict Mapping unterscheidet Wolfgang Dietrich zwischen fünf unterschiedlichen Interpretationsfamilien von Frieden: der energetischen, der moralischen, der modernen, der postmodernen und der transrationalen. Unter Transrationalität versteht er die Verbindung zwischen dem rationalen Friedensverständnis der mechanistischen Moderne und all jener Bereiche menschlicher Beziehungen, die nicht dem Verstand folgen und doch relevant für die Gestaltung von Beziehungen und Konflikten sind. Als solche „Schichtungen“ bezeichnet er die physische Episode, die sexuell-familiäre Schichtung, die emotional-gemeinschaftliche, die mental-gesellschaftliche, die transpersonale, die transhumane und das Epizentrum.